# Alpheus edwardsii
Alpheus edwardsii är en kräftdjursart som först beskrevs av Audoiun 1826.  Alpheus edwardsii ingår i släktet Alpheus och familjen Alpheidae. Inga underarter finns listade i Catalogue of Life.